# Maladera kiyoyamai
Maladera kiyoyamai är en skalbaggsart som beskrevs av Shuhei Nomura 1974. Maladera kiyoyamai ingår i släktet Maladera och familjen Melolonthidae. Inga underarter finns listade i Catalogue of Life.